# 東宝チャンピオンまつり
東宝チャンピオンまつり（とうほうチャンピオンまつり） は、東宝が1969年（昭和44年）から1978年（昭和53年）にかけて行った映画興行プログラムの名称。主に子供向け映画を数本まとめて春休み、夏休み、冬休みの時期にあわせて劇場公開した。

## 概要
編成はメインとなるゴジラ映画（旧作や改題作品を含む）に、連続テレビ作品の放送済みの1エピソードを数本加えた形式が多かった。テレビアニメ作品は東京ムービーやタツノコプロ製作の作品が多い。また、まれにスポーツ映画やアイドル映画が上映されることもあった。
そもそもの発想は、東宝プロデューサーの田中友幸が「低予算であってもとにかくゴジラ映画を残したい」との一念で企画したものだった。また、「チャンピオンまつり」の名称には、文字通りゴジラと他の怪獣たちが「チャンピオン決定戦」を映画で繰り広げる、という意味合いが含まれている。

### 企画経緯
1969年（昭和44年）当時、東宝は邦画の斜陽化を受け、深刻な興行不振に陥っていた。一方、ライバル会社の東映ではこの時期、『東映まんがパレード』を『東映まんがまつり』と改題し、自社制作の中編アニメ映画と自他社制作のテレビアニメ映画を組み合わせ、春・夏・冬休みの子供向け興行の目玉として好評を博していた。
これに着目した東宝は、東映の「まんがまつり」の形式で自社の看板である「怪獣映画」をプログラム興行できないかと検討する。この際の東宝企画部で起こされた企画書では、「『東映まんがまつり』が、長編アニメと短編アニメを一緒に上映して好評を博している。そこで東宝も、従来の怪獣映画を短く編集してアニメーションと同時公開してはどうか」と記されており、「怪獣のチャンピオンであるゴジラ、男の子向けアニメのチャンピオンである『巨人の星』、女の子向けアニメのチャンピオンである『アタックNo.1』を一緒に東宝で公開する」というコンセプトから、このプログラムは『東宝チャンピオンまつり』と名付けられ、当時ブームとなっていたスポ根物アニメを主幹とした構成とし、この年の冬休み興行として新作映画『ゴジラ・ミニラ・ガバラ オール怪獣大進撃』に、これも新作の特撮映画『コント55号 宇宙大冒険』、テレビアニメ『巨人の星』を加えて公開されるに至った。
これ以前にも、1964年夏に「まんがまつり」の前身である東映の「まんが大行進」や日活の『鉄腕アトム 宇宙の勇者』などに対抗して『キングコング対ゴジラ』をリバイバルし、東映を模倣し子供向けに来場者特典としてワッペンを配布するなどしていたが、興行では東映に及ばず、この時は子供向けのテレビ作品を併映につけられなかったことが敗因とされる。

### ゴジラシリーズ
看板である「ゴジラシリーズ」の新作映画を「東宝チャンピオンまつり」枠で公開することとした東宝であったが、上述した深刻な興行不振から、この枠となってからは大幅に予算縮小が行われ、それまでの特撮映画の予算から、1/3以下の制作予算となった。このため、第一回作品『ゴジラ・ミニラ・ガバラ オール怪獣大進撃』（本多猪四郎監督）は徹底した省予算が企画書から明記され、怪獣の登場場面もほとんどが過去作品からの抜き焼きしたフィルムで構成する異例の作品となった。この興行スタイルとなって以降、「ゴジラシリーズ」は『メカゴジラの逆襲』（1975年、本多猪四郎監督）まで、「末期的」（川北紘一談）とまで言われる徹底した低予算での制作が常態化していく。また、内容も児童向けであることが意識され、ゴジラもヒーローとして描写されていった。
この背景として、映画業界の斜陽に加え、1970年の円谷英二の死去とその後の東宝の機構改革も影響している。東宝は1970年から1971年にかけて、美術部門を東宝美術、技術部門を東宝映像、製作部門を東宝映画、撮影所を東宝スタジオに分離し、それぞれ独立採算制を取るかたちとなった。これにより、東宝本社と各社は下請けの関係となり、本社から支払われる予算は各社の中間費が引かれるため、製作の直接費は目減りする結果となった。
さらに、各分社間でも費用が生じることとなり、東宝映像カメラマンの桜井景一によれば、以前は倉庫から取り出してくるだけであったミニチュアが、独立採算制となった結果、ミニチュアを管理する東宝美術から映像を制作する東宝映像に数万円請求されるようになったため使いづらくなったと証言している。
なお、映画制作は東宝映画が手掛け、東宝映像はCMやイベント映像などを手掛けるというかたちで棲み分けていたが、特撮作品のみはゴジラシリーズの生みの親である田中友幸が社長を務めていた東宝映像が制作していた。さらに、東宝の配給・興行網はこれらの直系政策委会社だけでなく、勝プロダクション、ホリ企画制作などの外部プロダクションに広く開放されることになり、これらの企業は大映や日活に孫請けさせることが多かったため、東宝撮影所を用いた製作本数は年間数本に激減、数十本を製作していた60年代から見れば実質製作中止にも等しい閑古鳥状態に陥ってしまった。
特技監督の中野昭慶によれば、円谷がいなくなったことにより特殊技術課を解体するという意図も動いていたという。東宝美術特殊美術課長の白﨑治郎は、円谷組の仲間が引き離されることになり、辛い時代であったと述懐している。
東宝美術の特殊美術スタッフであった小村完は、収益を上げるためには多くの仕事をなんでもこなさなければならず、そのような体制であったことがゴジラの質を低下させる結果になったと述懐している。

### 再上映作品
年3回の興行を満たすため、第二回興行からは、東宝の過去作品のリバイバル上映が組み込まれることになった。しかし、この際の上映作品『キングコング対ゴジラ』（1962年、本多猪四郎監督）は「短縮版公開」となり、保管してあったオリジナルネガを直接裁断・編集していた。続く『モスラ対ゴジラ』（1964年、本多猪四郎監督）以降、『怪獣総進撃』（1968年、本多猪四郎監督）までのゴジラ映画、また『モスラ』（1961年、本多猪四郎監督）や『キングコングの逆襲』（1967年、本多猪四郎監督）といった特撮映画が再上映されるたびに、オリジナルネガ編集は行われ、原版を損ねる結果となった。
こうした「オリジナルネガ再編集」の際には、カットされたフィルムはぞんざいに別のフィルム缶に納められ、倉庫の奥へ片付けられていた。1980年代のビデオソフト時代になってようやくこれら切り落としフィルムを繋ぎ直して復元されることとなったが、繋ぎ目の部分のコマ飛びや色調の狂いを生むこととなっている。ゴジラシリーズの監督を務めた本多は、再編集版について「色も酷いし音も潰れてて、ほんとにガッカリするようなものになっていた」と評している。個人的にジャンクフィルムの編集を行っていた特技監督の川北紘一は、制作費の少ない中で定期的にゴジラ映画を提供しなければならなかった当時の制作事情を理解しつつも、失うものが大きすぎたと述べている。
また、『キングコング対ゴジラ』のカット部分だけは長年不明扱いで、ソフト化の際もこの「チャンピオンまつり」版が標準化されてしまい、完全版は「幻の作品」などと文献に記されてきたが、現在ではカット部分が発見され、復元・色調統一・音源のデジタルリミックスなどの処理を施され、「オリジナル全長版」としてDVDソフトが流通している。
編集の担当者については明らかになっていないが、本多は自身の作品については自ら編集を行ったことを述べている。当時東宝映像に所属していた桜井景一も、1978年の『地球防衛軍』では本多自身が編集を行っていたと証言している。
『三大怪獣 地球最大の決戦』『怪獣大戦争』『怪獣総進撃』などタイトルにゴジラの名が入っていない作品は、企画に協力していたデザイナーの米谷佳晃からの提案により、ゴジラの名を冠するタイトルへ改題された。
過去の作品の再上映は、初公開当時に観ることができなかった児童層が鑑賞する貴重な機会となった。後年のインタビューで本多は、チャンピオンまつりでは状態が悪いものであったにもかかわらず、生まれる前の作品を評価するゴジラファンが多いことに驚いたと語っている。

### 終焉とその後
1975年から春公開のみの年一回へ縮小。1976年にはディズニー映画も登場したが、この時は特撮作品が1本も無い唯一のプログラムだった。そして「東宝チャンピオンまつり」は1978年春の上映をもって終了し約9年の歴史に幕を降ろした。書籍『動画王特別編集ゴジラ大図鑑』では、アニメブームと海外SFX映画に圧されたことを終了の理由に挙げている。
その後、1978年春の上映ラインナップとして上映されていた『ルパン三世』は同年12月に『ルパン三世 ルパンVS複製人間』、翌1979年12月に『ルパン三世 カリオストロの城』を公開し、更に1980年3月に『モスラ対ゴジラ』とテレビで人気だったアニメ『ドラえもん』の新作長編『ドラえもん のび太の恐竜』の2本立てを公開した。このヒットを受け、「東宝チャンピオンまつり」の流れは毎年3月に公開される『映画ドラえもん』の長編版と藤子不二雄作品の組み合わせへ引き継がれていった。

## シンボルマーク
第一回興行（1969年冬）では「野球のボール」（『巨人の星』のため）、第二回興行（1970年春）は「ペナント」、第三回興行（1970年夏）は「太陽」と一定していなかった。
第四回興行（1970年冬）からは、円形リングの左下にゴジラを添え、上方に「東宝」、中央に「チャンピオン」、下段に「まつり」のロゴを配置したデザイン構成のマークが誕生。シンボルマークにゴジラを用いるのは、企画に協力していた米谷の提案による。以後最後の興行となった1978年春まで使われた。なお、1973,74年冬興行や、1978年興行のようにゴジラ映画でない場合でも、このマークは使われた。
「ディズニー大会」の時はミッキーマウスの顔が使われている。

## 公開日・上映作品

### 1969年冬期
1969年12月10日公開。
ゴジラ・ミニラ・ガバラ オール怪獣大進撃
ゴジラシリーズ第10作（新作）。東宝製作。70分。
コント55号 宇宙大冒険
コント55号主演映画の1作。東宝製作。72分。
巨人の星 行け行け飛雄馬
テレビアニメ『巨人の星』の再編集版。東京ムービー製作。70分。

### 1970年春期
1970年3月21日公開。
キングコング対ゴジラ
1962年公開作品の短縮再編集版リバイバル。東宝製作。74分。
巨人の星 大リーグボール
テレビアニメ『巨人の星』の再編集版。東京ムービー製作。70分。
アタックNo.1
テレビアニメ『アタックNo.1』の再編集版。東京ムービー製作。63分。
やさしいライオン
やなせたかし原作・監督のアニメ作品。虫プロダクション製作。28分。

### 1970年夏期
1970年8月1日公開。
ゲゾラ・ガニメ・カメーバ 決戦!南海の大怪獣
新作怪獣映画。東宝製作。84分。
巨人の星 宿命の対決
テレビアニメ『巨人の星』の再編集版。東京ムービー製作。65分。
アタックNo.1 涙の回転レシーブ
テレビアニメ『アタックNo.1』第7話から第14話の再編集版。東京ムービー製作。61分。
みにくいアヒルの子
人形アニメーション作品。学研映画製作。21分。
ポスターには未掲載または活字のみとなっている。

### 1970年冬期
1970年12月19日公開。
モスラ対ゴジラ
1964年公開作品の短縮再編集版リバイバル。東宝製作。74分。
当初のラインナップでは本多猪四郎の監督による「新作ゴジラ映画」と発表されていたが、実現には至らなかった。
柔の星
柔道を題材とした新作映画。国際プロデュースセンター製作。73分。
アタックNo.1 涙の世界選手権
テレビアニメ『アタックNo.1』の再編集版。東京ムービー製作。55分。
昆虫物語 みなしごハッチ
テレビアニメ『昆虫物語 みなしごハッチ』第1話のブローアップ版。竜の子プロダクション製作。26分。
1970年末から1971年春のラインナップポスターに記載がなく、ポスターイラストも別になっていることなどから、急遽上映が決まったものとされる。

### 1971年春期
1971年3月17日公開。
怪獣大戦争 キングギドラ対ゴジラ
『怪獣大戦争』（1965年）の短縮再編集版リバイバル。東宝製作。74分。
アタックNo.1 涙の不死鳥
テレビアニメ『アタックNo.1』高校編の再編集版。東京ムービー製作。55分。
みなしごハッチ お月さまのママ
テレビアニメ『昆虫物語 みなしごハッチ』第36話を上映。竜の子プロダクション製作。26分。
いなかっぺ大将
テレビアニメ『いなかっぺ大将』第5話Aパートと第10話Bパートを上映。竜の子プロダクション製作。26分。
ムーミン
テレビアニメ『ムーミン』第7話のブローアップ版。東京ムービー製作。26分。

### 1971年夏期
1971年7月24日公開。
ゴジラ対ヘドラ
ゴジラシリーズ第11作。東宝製作。85分。
帰ってきたウルトラマン
特撮テレビドラマ『帰ってきたウルトラマン』第5話・第6話の再編集版。円谷プロダクション製作。48分。
みなしごハッチ 傷だらけのバレリーナ
テレビアニメ『昆虫物語 みなしごハッチ』第8話のブローアップ版。竜の子プロダクション製作。26分。
いなかっぺ大将 猛獣の中にわれ一人だス、オオ!ミステークだス
テレビアニメ『いなかっぺ大将』第30話Aパートと第28話Bパートを上映。竜の子プロダクション製作。26分。
日本むかしばなし わらしべ長者
人形アニメーション作品。学研映画製作。18分。
ポスターには未記載。

### 1971年冬期
1971年12月12日公開。
ゴジラ・モスラ・キングギドラ 地球最大の決戦
『三大怪獣 地球最大の決戦』（1964年）の短縮再編集版リバイバル作品。東宝製作。73分。
帰ってきたウルトラマン 竜巻怪獣の恐怖
特撮テレビドラマ『帰ってきたウルトラマン』第13話・第14話の再編集版。円谷プロダクション製作。44分。
みなしごハッチ 忘れな草に願いをこめて
テレビアニメ『昆虫物語 みなしごハッチ』第74話を上映。竜の子プロダクション製作。26分。
いなかっぺ大将 猫も歩けば雀に当たるだス、当たるも当たらぬも時の運だス
テレビアニメ『いなかっぺ大将』第48話Bパートと第33話Bパートを上映。竜の子プロダクション製作。26分。
マッチ売りの少女
人形アニメーション作品。学研映画製作。19分。

### 1972年春期
1972年3月12日公開。
地球攻撃命令 ゴジラ対ガイガン
ゴジラシリーズ第12作。東宝・東宝映像製作。89分。
ミラーマン
特撮テレビドラマ『ミラーマン』第1話を上映。円谷プロダクション製作。26分。
帰ってきたウルトラマン 次郎くん怪獣にのる
特撮テレビドラマ『帰ってきたウルトラマン』第29話のブローアップ版。円谷プロダクション製作。25分。
みなしごハッチ ママにだかれて
テレビアニメ『昆虫物語 みなしごハッチ』第90話・第91話の再編集版。竜の子プロダクション製作。26分。
かしの木モック
テレビアニメ『樫の木モック』第1話のブローアップ版。竜の子プロダクション製作。24分。
天才バカボン 夜まわりはこわいのだ
テレビアニメ『天才バカボン』第17話Aパートを上映。東京ムービー製作。14分。

### 1972年夏期
1972年7月22日公開。
ゴジラ・エビラ・モスラ 南海の大決闘
1966年公開作品の短縮再編集版リバイバル。東宝製作。74分。
ミラーマン 生きかえった恐竜アロザ
特撮テレビドラマ『ミラーマン』第18話を上映。円谷プロダクション製作。24分。
赤胴鈴之助
テレビアニメ『赤胴鈴之助』の再編集版。東京ムービー製作。55分。
天才バカボン 別れはつらいものなのだ
テレビアニメ『天才バカボン』第29話Bパートを上映。東京ムービー製作。14分。
かしの木モック ぼくはなかない
テレビアニメ『樫の木モック』の再編集版。竜の子プロダクション製作。25分。

### 1972年冬期
1972年12月17日公開。
ゴジラ電撃大作戦
『怪獣総進撃』（1968年）の短縮再編集版リバイバル作品。東宝製作。72分。
怪獣大奮戦 ダイゴロウ対ゴリアス
円谷プロダクション創立10周年作品。円谷プロダクション製作。85分。
パンダコパンダ
パンダブームを受けて制作された中編アニメーション作品。東京ムービー製作。34分。

### 1973年春期
1973年3月17日公開。
ゴジラ対メガロ
ゴジラシリーズ第13作。東宝映像製作。82分。
飛び出せ!青春
テレビドラマ『飛び出せ!青春』の総集編的な内容で、制作終了後、シネスコサイズで新たに撮影された。東宝製作。73分。
パンダコパンダ 雨ふりサーカスの巻
『パンダコパンダ』の続編。東京ムービー製作。38分。
ジャングル黒べえ
テレビアニメ『ジャングル黒べえ』第2話Bパートのブローアップ版。東京ムービー製作。14分。
ポスターには未記載または活字のみとなっている。

### 1973年夏期
1973年8月1日公開。
怪獣島の決戦 ゴジラの息子
1967年公開作品の短縮再編集版リバイバル。東宝製作。66分。
レインボーマン 殺人プロフェッショナル
特撮テレビドラマ『レインボーマン』第15話を上映。東宝製作。24分。
ウルトラマンタロウ ウルトラの母は太陽のように
特撮テレビドラマ『ウルトラマンタロウ』第1話を上映。円谷プロダクション製作。25分。
科学忍者隊ガッチャマン 火の鳥対火喰い竜
テレビアニメ『科学忍者隊ガッチャマン』第22話を上映。竜の子プロダクション製作。26分。
おもちゃ屋ケンちゃん よそではいい子
テレビドラマ『おもちゃ屋ケンちゃん』第8話を上映。国際放映製作。26分。
山ねずみロッキーチャック ロッキーとポリー
テレビアニメ『山ねずみロッキーチャック』第3話を上映。ズイヨー映像製作。25分。

### 1973年冬期
1973年12月20日公開。
キングコングの逆襲
1967年公開作品の短縮再編集版リバイバル。東宝製作。59分。
侍ジャイアンツ ほえろバンババン
テレビアニメ『侍ジャイアンツ』第1話を上映。東京ムービー製作。25分。
ウルトラマンタロウ 燃えろ!ウルトラ6兄弟
特撮テレビドラマ『ウルトラマンタロウ』第25話を上映。円谷プロダクション製作。26分。
山ねずみロッキーチャック がんばれチャタラー
テレビアニメ『山ねずみロッキーチャック』第39話を上映。ズイヨー映像製作。25分。
エースをねらえ! テニス王国のシンデレラ
テレビアニメ『エースをねらえ!』第1話を上映。東京ムービー製作。25分。
科学忍者隊ガッチャマン 電子怪獣レンジラー
テレビアニメ『科学忍者隊ガッチャマン』第37話を上映。竜の子プロダクション製作。25分。

### 1974年春期
1974年3月21日公開。
ゴジラ対メカゴジラ
ゴジラシリーズ第14作。東宝映像製作。84分。
新造人間キャシャーン 不死身の挑戦者
テレビアニメ『新造人間キャシャーン』第1話のブローアップ版。竜の子プロダクション製作。25分。
侍ジャイアンツ 殺生河原の決闘
テレビアニメ『侍ジャイアンツ』第14話を上映。東京ムービー製作。25分。
アルプスの少女ハイジ
テレビアニメ『アルプスの少女ハイジ』第4話を上映。ズイヨー映像製作。25分。
ウルトラマンタロウ 血を吸う花は少女の精
特撮テレビドラマ『ウルトラマンタロウ』第11話を上映。円谷プロダクション製作。26分。
ハロー!フィンガー5
フィンガー5主演映画。東宝映像製作。20分。

### 1974年冬期
1974年12月14日公開。
燃える男 長島茂雄 栄光の背番号3
読売ジャイアンツ選手長嶋茂雄の入団から引退までをまとめたドキュメンタリー映画。日本映画新社製作。43分。
モスラ
1961年公開作品の短縮再編集版リバイバル。東宝製作。62分。
海底大戦争 緯度0大作戦
『緯度0大作戦』（1969年）の短縮再編集版リバイバル。東宝製作。68分。

### 1975年
1975年3月15日公開。
メカゴジラの逆襲
ゴジラシリーズ第15作。東宝映像製作。83分。
新八犬伝 第一部 芳流閣の決斗
テレビ人形劇『新八犬伝』の前半部分をリメイクした新作。芸苑社製作。40分。
アグネスからの贈りもの
歌手アグネス・チャンのプロモーション映画。東宝映像製作。20分。
アルプスの少女ハイジ 山の子たち
テレビアニメ『アルプスの少女ハイジ』第45話を上映。
はじめ人間ギャートルズ マンモギャーの巻
テレビアニメ『はじめ人間ギャートルズ』第1話Bパートを上映。東京ムービー製作。15分。
サザエさん 送辞をよむぞ!
テレビアニメ『サザエさん』第76話Aパートのブローアップ版。エイケン製作。11分。

### 1976年
1976年3月13日公開。『ディズニー・フェスティバル』と題して公開された。
ピーター・パン
1953年公開作品のニュープリント版。ウォルト・ディズニー・プロダクション製作。77分。
ドナルド・ダックの人喰いザメ
ディズニーの短編作品。
チップとディールの怪獣をやっつけろ!
ディズニーの短編作品。
ドナルド・ダックのライオン大騒動
ディズニーの短編作品。
ミッキー・マウスのがんばれ!サーカス
ディズニーの短編作品。
元祖天才バカボン
テレビアニメ『元祖天才バカボン』第5話Bパートを上映。東京ムービー製作。14分。
勇者ライディーン
テレビアニメ『勇者ライディーン』の1作を上映。話数は不明。東北新社製作。25分。
タイムボカン
テレビアニメ『タイムボカン』の1作を上映。話数は不明。竜の子プロダクション製作。23分。
およげ!たいやきくん
同名の楽曲を原作としたアニメーション。6分。

### 1977年
1977年3月19日公開。
キングコング対ゴジラ
1970年春期に続く2度目の短縮再編集版リバイバル。
巨人軍物語 進め!!栄光へ
架空の選手を主人公に、1976年から1977年の読売ジャイアンツを題材とした映画作品。東宝映画製作。54分。
ヤッターマン
テレビアニメ『ヤッターマン』第5話のブローアップ版。
円盤戦争バンキッド
特撮テレビドラマ『円盤戦争バンキッド』第4話を上映。東宝製作。24分。
まんが日本昔ばなし 桃太郎
テレビアニメ『まんが日本昔ばなし』第9話を上映。愛企画センター、グループ・タック、毎日放送製作。14分。

### 1978年
1978年3月18日公開。
地球防衛軍
1957年公開作品の短縮再編集版リバイバル。東宝製作。71分。
ルパン三世 ベネチア超特急
テレビアニメ『ルパン三世』第8話を上映。東京ムービー製作。24分。
新・巨人の星 嵐の中のテスト生
テレビアニメ『新・巨人の星』第17話のブローアップ版。東京ムービー製作。24分。
家なき子 はじめての友だちグレース
テレビアニメ『家なき子』第9話を上映。東京ムービー製作。24分。
まんが日本昔ばなし かぐや姫
テレビアニメ『まんが日本昔ばなし』第20話を上映。愛企画センター、グループ・タック、毎日放送製作。14分。
地域によっては未上映。